# ناحیه سیمیو
ناحیه سیمیو (به لاتین: Simiyu Region) یک منطقهٔ مسکونی در تانزانیا است که در تانزانیا واقع شده‌است. ناحیه سیمیو ۲۵٬۲۱۲ کیلومتر مربع مساحت و ۱٬۵۸۴٬۱۵۷ نفر جمعیت دارد.